# Matulji–Abbázia–Lovran villamosvonal
A Matulji–Abbázia–Lovran villamosvonal 1908-tól 1933-ig üzemelt Matulji és Lovran között.

## Története
A Pivka–Fiume-vasútvonalat 1873-ban adták át a Südbahn mellékvonalaként, jelentősége elsősorban Fiume kikötőjén keresztül a tengeri kapcsolat volt. A vasútvonal, mely az Učka-hegységből ereszkedik le a Kvarner-öböl partjára, fellendülést hozott a partmenti településeknek is. Matuljiban alakítottak ki vasútállomást, de idővel szükségszerű volt Abbázia felé is közlekedési eszköz létesítése. Az első tervekben még gőzvasút szerepelt, de a szállodák tulajdonosai tartottak a zajtól és a füsttől, így más megoldást kellett találni. 1900-ban kezdték tervezni a villamosvonalat, a 12 km hosszú pályát 1908. február 9-én sikerült átadni. A vonal a 212 méteres magasságban lévő Matulji vasútállomástól indult, leereszkedett a tengerpartra, és Abbáziát érintve Lovranig vitte az utasokat. A vonal egy vágánnyal, méteres nyomtávolsággal épült ki, néhány kilométerenként kitérőket is beépítettek. A villamosok 750 V egyenáramot használtak. Bár a vonal Matulji és Preluk között meglehetősen meredek, fogaskerekek nélkül építették ki. Az üzemeltetését a bécsi székhelyű Abbazianer Elektrizitäts- und Kleinbahngesellschaft végezte.
A villamosvonalat 1933. március 31-én bezárták, a járművek egy részét Ljubljanának adták el, míg a sínek nagy része Szicíliába került. A forgalmat azóta autóbuszokkal bonyolítják le.

## Képgaléria

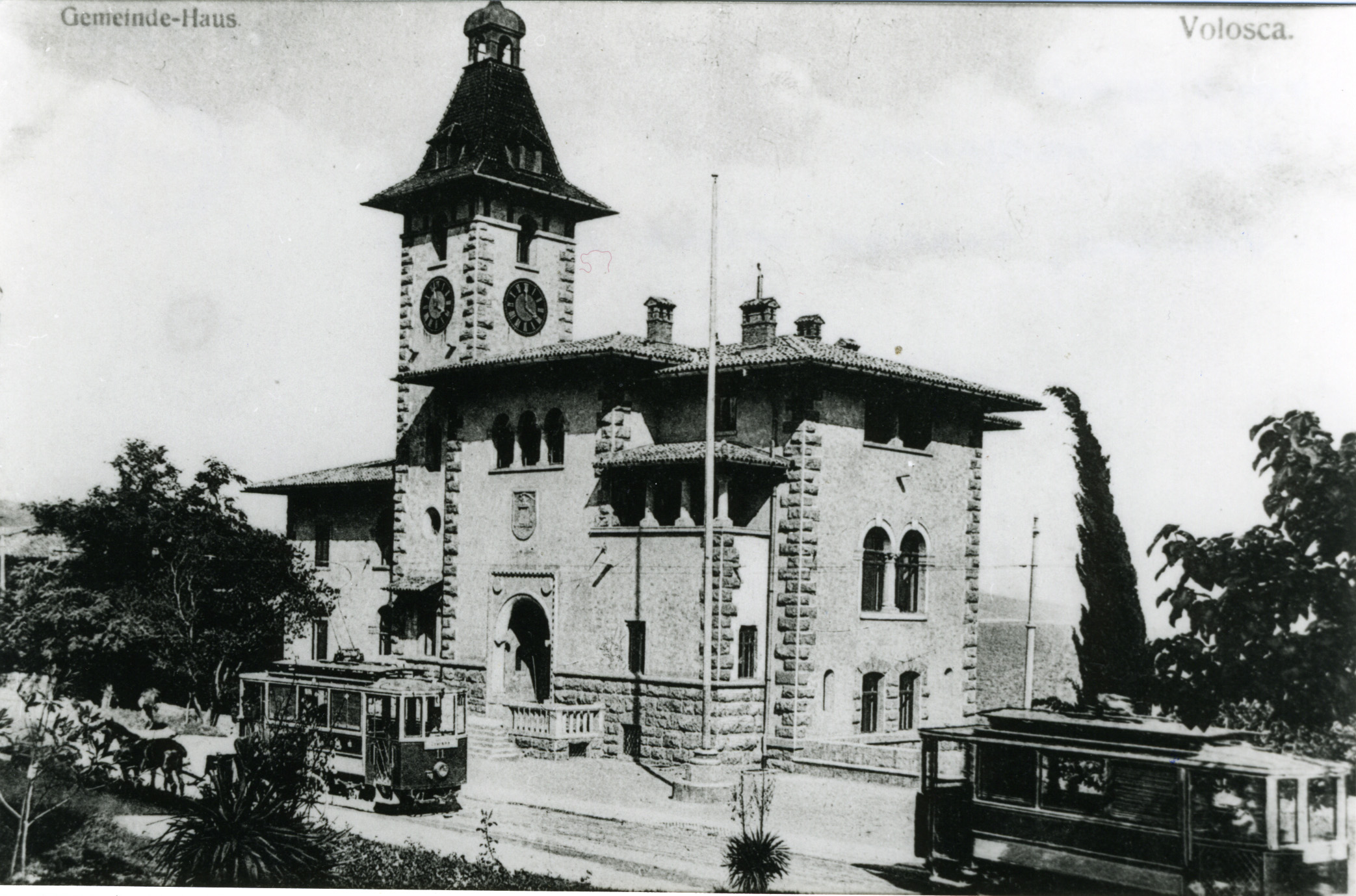
Abbázia
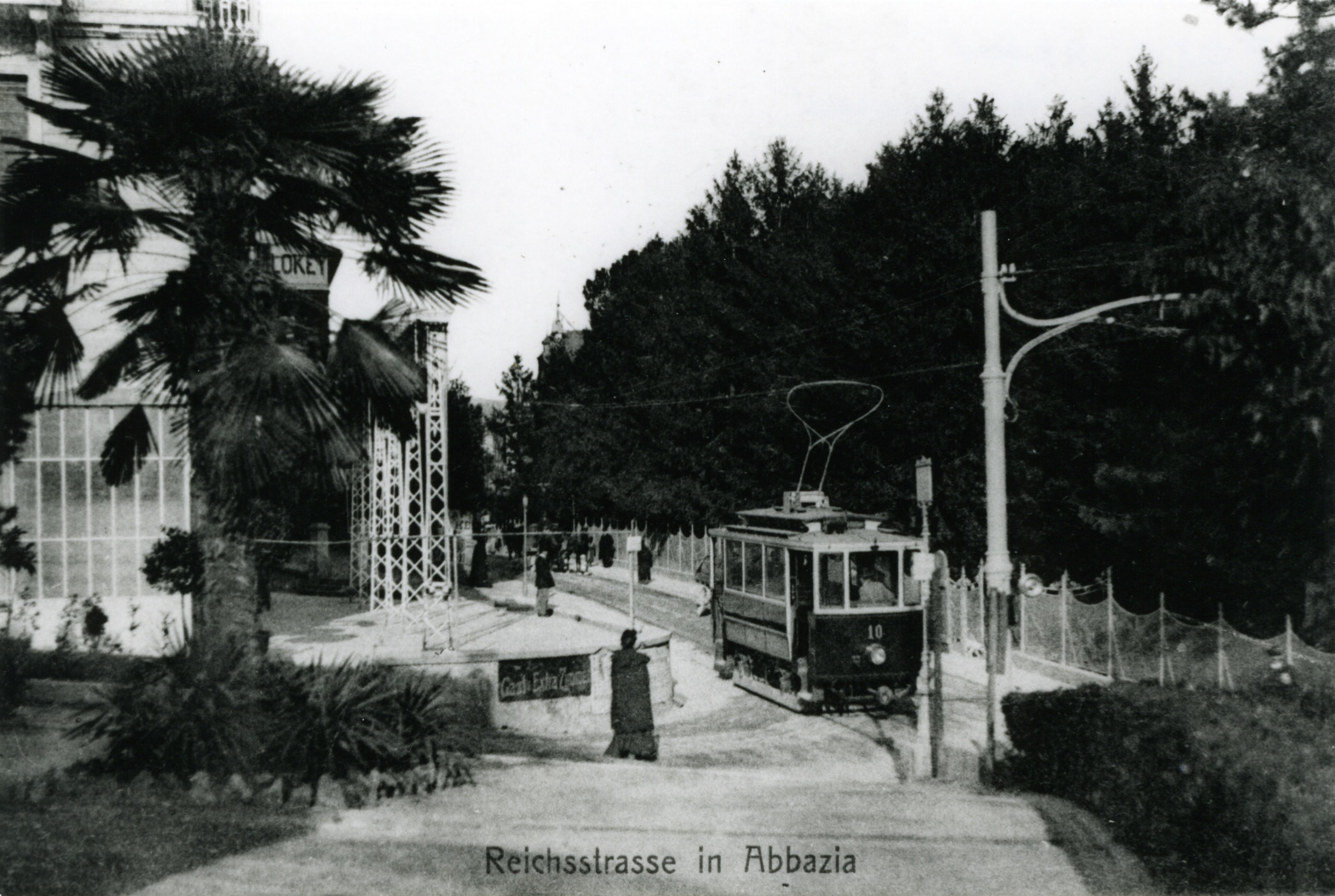
Reichsstrasse, Abbázia
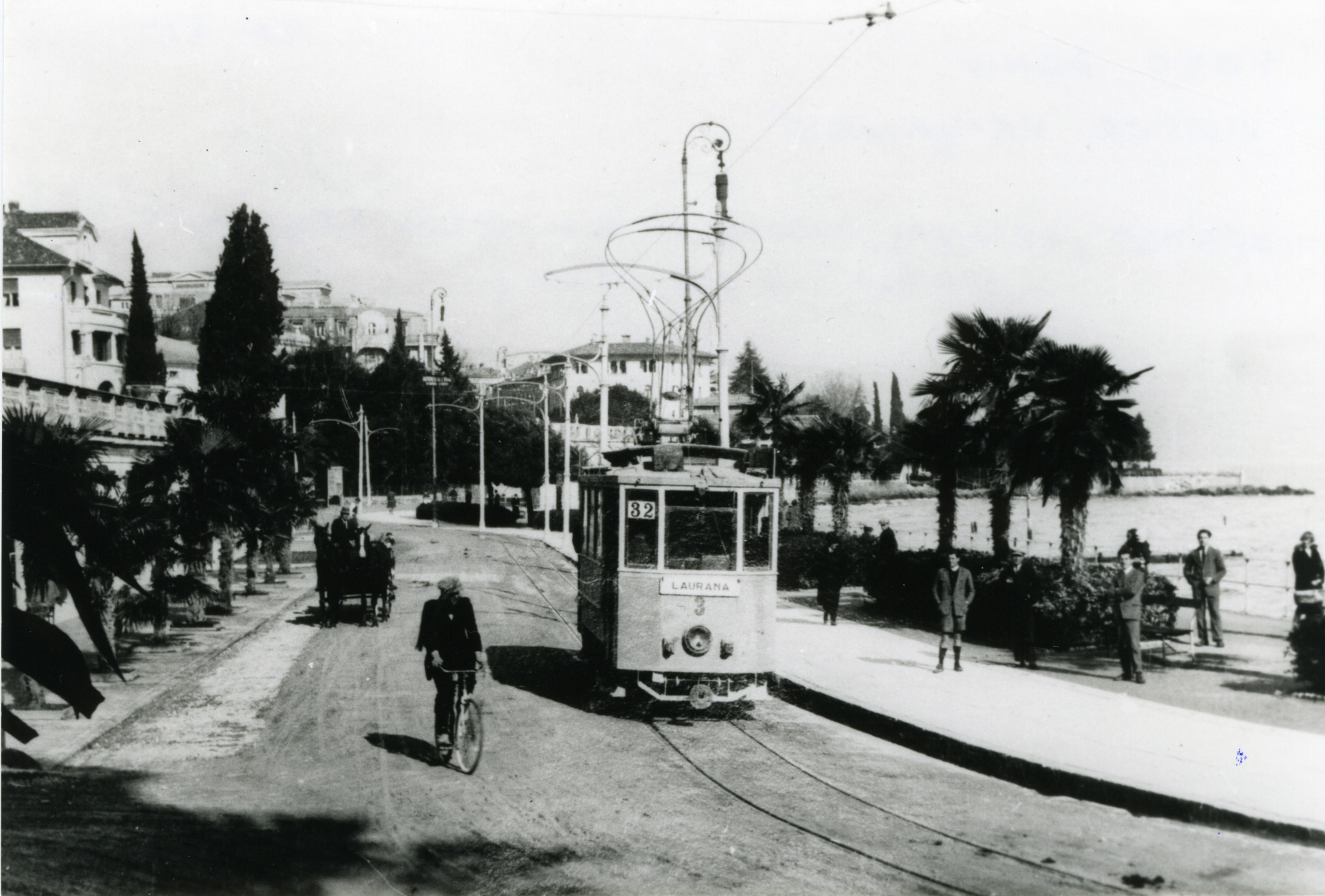
Riviéra, Abbázia
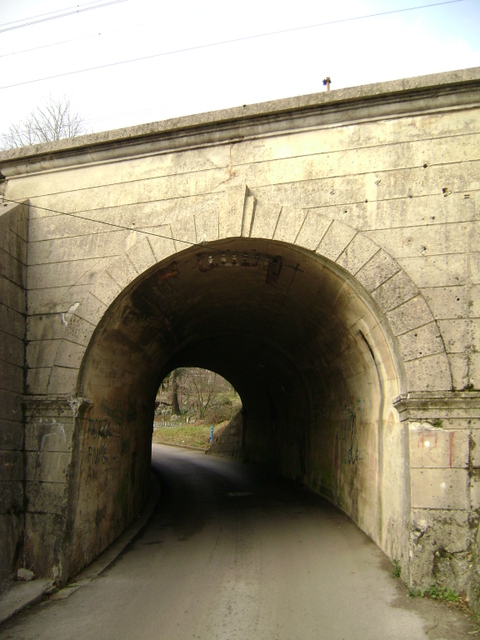
Egy vasút alatti alagút, melyet a villamos használt
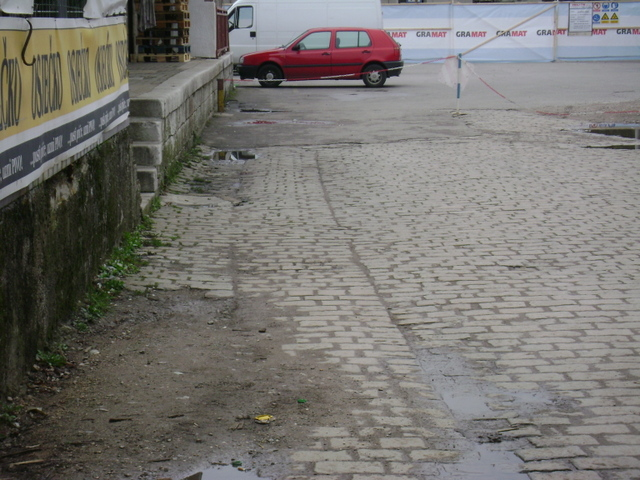
A vonal maradványai Matulji állomás mellett

## Fordítás
- Ez a szócikk részben vagy egészben  az   Opatijski tramvaj című horvát Wikipédia-szócikk fordításán alapul.  Az eredeti cikk szerkesztőit annak laptörténete sorolja fel. Ez a jelzés csupán a megfogalmazás eredetét és a szerzői jogokat jelzi, nem szolgál a cikkben szereplő információk forrásmegjelöléseként.